# Euphthiracarus fulvus
Euphthiracarus fulvus är en kvalsterart som först beskrevs av Ewing 1909.  Euphthiracarus fulvus ingår i släktet Euphthiracarus och familjen Euphthiracaridae. Inga underarter finns listade i Catalogue of Life.